# Bad Girl (La Toya Jackson)
Bad Girl è il sesto album della cantautrice e ballerina statunitense La Toya Jackson, pubblicato su LP e MC nel 1990.

## Descrizione
L'album fu registrato nel 1989 con la Teldec Records in Germania e doveva uscire nell'agosto 1989 con il titolo On My Own e contenere 10 brani. Alcuni disaccordi tra il management della Jackson e l'etichetta discografica portarono alla cancellazione del disco. Lo acquistò la Sherman Records aggiungendovi altre 2 tracce, Sexual Feeling, registrata in Italia, e You and Me, registrata in Svezia, lo rititolò Bad Girl e infine lo pubblicò nel 1990. Da allora è stato ristampato innumerevoli volte da piccole etichette con molti titoli diversi. Alcune edizioni non includono le canzoni Do the Salsa o Piano Man.

## Promozione
Jackson interpretò il brano Bad Girl durante 4 programmi televisivi tedeschi, tra cui ZDF Fernsehgarten e NDR Talk-Show e poi, nel 1989, durante il suo concerto al Bally's Reno, A Sizzling Spectacular!.
Il brano Playboy (Be My) fu riregistrato nel 1991 per il suo album successivo, No Relations.

## Tracce
1. Sexual Feeling – 5:22 (Alberto Boi, Claudio Donato, Frank Moiraghi, LaToya Jackson) – Claudio Donato, Franco Donato
2. You and Me – 4:32 (Antonio Bella, Daniele Di Gregorio, Gianni Bella, LaToya Jackson, Mary Jay Gay) – Ola Håkansson
3. He's My Brother – 3:41 (Anthony Monn, LaToya Jackson, Jack Gordon) – Anthony Monn
4. Restless Heart – 3:38 (Irmgard Klarmann, Felix Weber) – Anthony Monn
5. Playboy (Be My) – 4:14 (Andi Slavik, Anthony Monn, LaToya Jackson, Jack Gordon, Shane Dempsey) – Anthony Monn
6. You Can Count on Me – 3:57 (Roxanne Shanté, Marlon Williams) – Anthony Monn
7. Somewhere – 3:25 (Bobby Sandstrom, Michael Price, Richard Scher) – Anthony Monn
8. Bad Girl – 4:03 (Irmgard Klarmann, Felix Weber) – Anthony Monn
9. Be My Lover – 4:22 (Andi Slavik, Charlie Woodward, Shane Dempsey) – Anthony Monn
10. He's So Good to Me – 3:41 (Irmgard Klarmann, Felix Weber) – Anthony Monn
11. Do the Salsa – 4:08 (Anthony Monn, LaToya Jackson, Jack Gordon, Andi Slavik) – Anthony Monn
12. Piano Man – 4:19 (Irmgard Klarmann, Felix Weber) – Anthony Monn